# Axel Mariault
Axel Mariault, né le 7 juin 1998 à Liffré (Ille-et-Vilaine), est un coureur cycliste français.

## Biographie
Titulaire d'une licence de droit, il se révèle lors de la saison 2021 en devenant champion de France  amateurs, à Épinal,.  

## Palmarès et résultats

### Par année
- 2016
  - 2e du Tour du Coglais
  - 3e du Tour du Pays de la Châtaigneraie
  - 3e du Tour du Morbihan Juniors
- 2017
  - Grand Prix d'Avranches
- 2018
  - A2H Classic
  - 2e du Tour de la CABA
  - 3e du Challenge Mayennais
  - 3e du Grand Prix d'Avranches
- 2019
  - 3e étape du Circuit des plages vendéennes
  - Grand Prix Super U
  - 2e du Grand Prix de Guichen
  - 2e du Grand Prix de la Sainte-Anne
  - 3e du Grand Prix U
- 2021
  -  Champion de France sur route amateurs
  - Grand Prix de Neufchâtel-en-Saosnois
  - Grand Prix de Saint-Michel-de-Chavaignes
  - 2e du Tour de Basse-Navarre
  - 2e de La Durtorccha
  - 2e des Boucles du Tarn et du Sidobre
  - 2e du Tour du Piémont pyrénéen
  - 2e du Circuit des Remparts
- 2024
  - 6e de la Cadel Evans Great Ocean Road Race
- 2025
  - 3e du Tour Alsace
  - 3e de la Polynormande

### Classements mondiaux
| Année                                 | 2021  | 2022 | 2023  | 2024 |
| ------------------------------------- | ----- | ---- | ----- | ---- |
| Classement mondial                    | 2718e | 849e | 1065e | 478e |
| UCI Europe Tour                       | 1774e | 634e | nc    | nc   |
|                                       |       |      |       |      |
| Légende : nc = non classéSource : UCI |       |      |       |      |